# Psihoterapija
Psihoterapija je tretman problema emocionalne prirode psihološkim putem u kojem educirana osoba namjerno uspostavlja profesionalan terapijski odnos i koristi stručne postupke u svrhu uklanjanja, modificiranja ili ublažavanja intenziteta postojećih psihičkih simptoma/poteškoća, u svrhu promjene poremećenih shema ponašanja i poticanja pozitivnog razvoja ličnosti djeteta, adolescenta i odraslih osoba. Psihoterapija se usmjerava na jačanje postojećih i otkrivanje novih mehanizama nošenja sa stresom i životnim neprilikama. Psihoterapija je u srži terapija razgovorom, međutim, psihoterapeuti mogu koristiti cijeli dijapazon metoda, uključujući umjetnost, glazbu, inscenacije i pokret.
Odnos s psihoterapeutom ključni je element svake psihoterapije. Terapeut s klijentom uspostavlja dobrovoljan odnos, potaknut od klijenta i prihvaćen od terapeuta. Psihoterapeut nudi povjerljivo i privatno okruženje u kojem se na siguran način mogu istraživati i prerađivati teška iskustva. Trenutna teorijska i empirijska istraživanja potvrđuju važnost psihoterapijskog odnosa kao ključnog faktora koji utječe na uspješnost psihoterapije.
Na savjetovanju i psihoterapiji može se raditi na različitim problemima i ostvarivanju različitih ciljeva. Neki ljudi uz pomoć psihoterapeuta žele bolje razumjeti sebe, drugi razvijaju nove životne vještine ili unapređuju one kojima nisu zadovoljni, neki trebaju podršku za suočavanje s teškim i/ili izazovnim životnim situacijama. Pomoć psihoterapeuta može se tražiti i zbog specifičnih razloga, poput trauma iz ranog djetinjstva, poremećaja prehrane, psihosomatskih stanja, suicidalnih misli, posttraumatskog stresnog poremećaja, opsesivnog ponašanja ili fobičnih anksioznosti. U nekim drugim situacijama, klijenti traže pomoć zbog sveprisutnog osjećaja depresije ili anksioznosti, zbog poteškoća s koncentracijom, nezadovoljstva na poslu ili nemogućnosti stvaranja i održavanja zadovoljavajućih odnosa. Prema podacima Psihološkog savjetovališta Sveučilišnog savjetovališta u Rijeci najčešći razlozi traženja pomoći kod studenata su: teškoće u učenju (problemi s odgađanjem, koncentracijom i pamćenjem, neadekvatne navike i/ili strategije učenja,...), loša organizacija vremena, nezadovoljavajući odnosi s drugima, potištenost, osamljenost, tuga, tjeskoba, strah, nervoza, briga, panika, nisko samopoštovanje, osobna nesigurnost, nezadovoljstvo vlastitim izgledom i problemi s hranjenjem.
Znakovi da je možda vrijeme da osoba potraži stručnu pomoć jesu:
- Problem koji traje duže vremena
- Kada osoba ne funkcionira na način na koji bi ste želio/la
- Kada osoba ne uspijeva problem riješiti sama ili uz pomoć obitelji, prijatelja i drugih bliskih osoba te korištenjem uobičajenih strategija rješavanja problema.

Psihoterapija nije korisna samo za pojedince koji se osjećaju preplavljenima životnom situacijom, već i za sve pojedince željne osobnog rasta i razvoja, jačanja na putu do ostvarenja želja, otkrivanja vlastitih potencijala i življenja ispunjenijeg života. Naime, dobro psihičko zdravlje mnogo je više od neprisutnosti psihičkih bolesti i teškoća, a uključuje brojne pozitivne karakteristike, kao što su: osjećaj zadovoljstva, želju za životom, smijeh i zabavu, sposobnost suočavanja sa stresom i oporavljanja nakon teškoća, osjećaj smisla i svrhe (kako u aktivnostima, tako i u odnosima s drugim ljudima), fleksibilnost u učenju novih stvari i prilagodbi na promjene, ravnotežu posla i zabave, odmora i aktivnosti, visoko samopouzdanje,... Što ne znači da emocionalno i psihički zdrave osobe ne proživljavaju teške trenutke ili ne osjećaju emocionalne probleme. Promjene, razočaranja, gubitci, itd. sastavni su i normalni dio života svake osobe, a sa sobom neizbježno nose osjećaj tuge i tjeskobe, stres i napetost. Prednost je emocionalno zdravih ljudi što se i nakon teškoća, trauma i stresova ponovno oporave. Takve osobe imaju razvijene ili usvojene načine suočavanja sa zahtjevnim situacijama i zadržavaju pozitivan pogled na situaciju. Ostaju fokusirane, fleksibilne i kreativne, kako u teškim vremenima, tako i u dobrim. Kada se dogode loše stvari brže se oporavljaju i nastavljaju dalje.
Neki od ciljeva psihoterapijskog susreta mogu biti bolje nošenje s problemima i emocionalnom nelagodom, poticanje uvida i samoanalize kod klijenta te usvajanje novih vještina.
Psihoterapijski susreti mogu se odvijati jedan-na-jedan, uključivati partnera ili člana obitelji i/ili se odvijati grupno.
U Hrvatskoj postoji nekoliko telefonskih linija za pružanje besplatne psihološke podrške te postoje internetske baze za pretraživanje psihoterapeuta. Osim toga savjetodavni i klinički psiholozi te psihoterapeuti rade u Savjetovalištima za mentalno zdravlje županijskih Zavoda za javno zdravstvo Republike Hrvatske, bolnicama, školama, centrima za socijalnu skrb, različitim udrugama i privatnim savjetovalištima.

## Razlike između psihologa, psihijatra i psihoterapeuta
Psiholog, psihoterapeut i psihijatar međusobno su različite profesije.
U Republici Hrvatskoj psiholog je osoba koja je (1) završila dodiplomski ili preddiplomski i diplomski studij psihologije, (2) ima položen psihološki stručni ispit i (3) član je Hrvatske psihološke komore.
Psihologija je društvena znanost čiji su predmet proučavanja psihički procesi i ponašanja ljudi pa tako psiholozima pruža široko razumijevanje ljudskog ponašanja. Primjena psihologije je raznovrsna, pa se stoga psihologe može sresti u školama, bolnicama, udrugama, privatnim praksama, poslovnim organizacijama, vojsci, socijalnim službama i raznim drugim radnim kontekstima.
Za razliku od psihologa, psihijatar je osoba koja je diplomirala medicinu na Medicinskom fakultetu, a zatim specijalizirala psihijatriju. Najčešće radi u bolnicama, privatnoj praksi ili zavodima za javno zdravstvo. Psihijatar stječe kompetencije o informacijama o tijelu i tjelesnim procesima u čovjeku, te posjeduje detaljnija znanja o anatomiji i funkcijama mozga. Kroz svoju edukaciju uči o simptomima i znakovima psihičkih poremećaja i bolesti, kako ih dijagnosticirati te o fiziologiji, farmakologiji i djelovanju lijekova. Uočljiva razlika između psihijatra i psihologa je ta što samo psihijatri mogu pripisivati lijekove i dijagnosticirati poremećaje jer za to posjeduju potrebno medicinsko znanje. Tako su psihijatri više usredotočeni na liječenje biomedicinskih procesa, dok psiholozi mogu pružati podršku u kontekstu klijentovih emocija, motivacije, pitanja identiteta, međuljudskih odnosa, smisla i slično. Za razliku od psihijatra, samo psiholog smije primjenjivati i interpretirati psihologijske testove, budući da psiholozi posjeduju potrebno znanje iz područja psihometrije, konstrukcije i interpretacije testova. Rezultati psiholoških testiranja psihijatru olakšavaju donošenje točnije dijagnoze, a samim time osiguravaju i bolju pomoć klijentu.
Psihoterapeut je osoba koja obavlja psihoterapijsku djelatnost. U Republici Hrvatskoj psihoterapeut može biti osoba koja (1) ima završen preddiplomski i diplomski sveučilišni studij ili integrirani preddiplomski i diplomski sveučilišni studij u području medicine, psihologije, socijalnog rada i edukacijske rehabilitacije, socijalne pedagogije i logopedije, (2) ima završen stručni dio izobrazbe iz psihoterapije u trajanju od najmanje četiri godine u nekom od psihoterapijskih pravaca, (3) upisan je u Imenik Hrvatske komore psihoterapeuta te (4) ima odobrenje za samostalan rad. Psihoterapeuti mogu imati svoju privatnu praksu, raditi u udrugama, bolnicama i drugim ustanovama koje nude usluge psihološke podrške.

## Psihoterapijski pravci
Psihoterapija pokriva široki spektar pravaca i metoda. Psihoterapijski pravci označavaju specifičan skup teorijskih znanja, vještina i tehnika koji se temelje na različitim načinima gledanja čovjeka i odrednica čovjekova ponašanja. Svaki je pravac utemeljen na utvrđenim teorijama, metodologijama i istraživanjima, ukorijenjenima u filozofiji ličnosti i ljudskog stanja. Neki su pristupi orijentirani na tretiranje i razrješavanje simptoma te osvrtanje na ponašanje i spoznaju. Kod drugih je, pak, pristupa cilj da dođe do promjene u osobnosti i emocionalnom razvoju osobe.
Psihoterapijski pravci mogu se podijeliti u četiri glavnih kategorija:
- Psihodinamski pravci
- Humanistički/fenomenološki pravci (osobi usmjerena terapija, gestalt terapija, egzistencijalistička terapija)
- Bihevioralno-kognitivne terapije
- Sistemski pristupi

### Psihoanaliza
Osnivač psihoanalize je Sigmund Freud. Psihoanaliza se odnosi na proučavanje mentalnih procesa i ponašanja temeljenih na psihičkim pokretačima, težnjama, sukobima i načinima koji se rješavaju. Psihoanaliza ima četiri glavna područja primjene: (1) kao teorija o tome kako um djeluje, (2) kao lječidbena metoda za psihičke poteškoće, (3) kao metoda istraživanja te (4) kao način promatranja kulturalnih i društvenih fenomena poput književnosti, umjetnosti, filma, performansa te politike i skupina.
Psihoanaliza se oslanja na ideju o determinizmu ljudske prirode, pri čemu ponašanje određuju iracionalne sile, nesvjesni motivi te biološki i instinktivni nagoni. Iz toga proizlazi značaj životnog iskustva u prvih 6 godina života. Na ljude se gleda kao na energetske sustave u kojima se na različit način raspoređuje psihička energija. Određeno se ponašanje javlja kada jedan sustav postiže kontrolu nad dostupnom energijom na račun druga dva sustava. Strukturu ličnosti čine superego, ego i id. Kada ego ne može kontrolirati anksioznost racionalnim i izravnim metodama, javljaju se obrambeni mehanizmi.
Postoji svjestan i nesvjestan aspekt. Dokazi za postojanje nesvjesnog su snovi, pogreške u govoru, zaboravljanje, sadržaj slobodnih asocijacija, sadržaj projektivnih tehnika i simbolički sadržaj psihotičnih simptoma. O nesvjesnom se zaključuje preko ponašanja. Cilj psihoterapije je dovesti nesvjesne motive na svjesnu razinu, što će osobi omogućiti izbor. Također, česti ciljevi su postizanje uvida, jačanje funkcioniranja ega, prolazak kroz neprorađene razvojne faze i činjenje superega manje kažnjavajućim.
U psihoanalizi nema klasične psihodijagnostike, već se koriste projektivne tehnike.
Tretmani mogu trajati nekoliko godina te su susreti nestrukturirani.
Doprinosi psihoanalize su stavljanje važnosti na značaj iskustva iz djetinjstva na razvoj ličnosti, priznavanje seksualnih aspekata djetinjstva, otkrivanje nesvjesnih procesa, razvoj metode slobodnih asocijacija, otkrivanje transfera i primjer studije pojedinačnog slučaja u psihoterapiji.
Ograničenja psihoanalize su prenaglašavanje bioloških faktora i seksualnog razvoja, zanemarivanje interpersonalnih odnosa, pretjerano generaliziranje na osnovi bečkog sloja 19. stoljeća, zanemarujući kulturalne razlike, pitanje pouzdanosti Freudovih metoda istraživanja i reprezentativnosti uzorka slučajeva te velika usmjerenost na analizu bez dovoljnog nastojanja da se postigne promjena.
Danas se razlikuju klasična i moderna psihoanaliza. U klasičnoj psihoanalizi naglašava se uloga nesvjesnih instinkta, pacijenta se vodi k točnim informacijama, smatra se da će pacijent moći prevladati svoje probleme kad stekne uvid u njih, analitičar je emocionalno neutralna figura, terapija je često individualna i dugotrajna te se usmjerava na restrukturiranje cijele ličnosti. U modernoj psihoanalizi ističe se utjecaj socijalnih i kulturalnih varijabli na ponašanje, usmjerava se na razrješenje otpora, smatra se da pacijent mora nešto naučiti o svojim nezadovoljenim maturacijskim potrebama da bi rastao, analitičar je aktivniji i empatičniji, koristi se grupna terapija, terapija je kraća, usmjerena je na prošlost i sadašnjost te su ciljevi jasniji. Jedna od tih pretpostavki suvremene psihoanalize je da pacijent analitičara doživljava kao nekoga tko posjeduje osobine važnih ljudi iz pacijentove prošlosti. Uz to, pacijentove radnje su obrasci iz njegove prošlosti te se dio mentalne aktivnosti svih ljudi ponekad događa izvan svijesti. Naposljetku, bitno je da ljudi žele shvatiti sebe te primijeniti te spoznaje kako bi došlo do promjena u načinu na koji misle, osjećaju i djeluju.
Psihoanaliza se pokazala korisnom kod osoba čiji su problemi u prirodi jako vezani za njihovu prošlost.

### Osobi usmjerena terapija
Osobi usmjerena terapija pripada humanističkim pravcima. Osnivač osobi usmjerene terapije je Carl Rogers. On pretpostavlja da svaki pojedinac ima urođenu tendenciju samoaktualizaciji. Pri radu se usmjerava na klijenta kao osobu, a ne na njegov problem.
Bazične pretpostavke terapijskog procesa su prirodnost, bezuvjetno prihvaćanje i empatija. Prirodnost se odnosi na usklađenost osjećaja i ponašanja terapeuta, terapeut služi kao model klijentu, terapeut se prikladno, odmjereno i dobro uvremenjeno samootvara te je kongruentan. Bezuvjetno prihvaćanje odnosi se na pozitivno vrednovanje i uvažavanje osobe, brigu za osobu, izbjegavanje evaluacije, dijagnosticiranja ili pridavanja vrijednosnih oznaka, prihvaćanje prava klijenta na vlastita vjerovanja i osjećaje (ne i sva ponašanja) te NE preuzimanje odgovornosti za klijenta. Empatija se odnosi na nastojanja terapeuta da percipira klijentove osjećaje, ali ne zahtijeva se da ih terapeut i doživi, osjećanje klijentovih emocija kao svojih, bez gubitka vlastitog doživljaja te pokazivanje empatičkog stava klijentu.
Rogers postavlja neophodne i dovoljne uvjete za terapijski proces:
- Dvije su osobe u psihološkom kontekstu
- Prva osoba (klijent) je u stanju nesklada i ranjiva ili anksiozna
- Druga osoba (terapeut) je kongruentna integrirana u odnosu
- Terapeut ima bezuvjetan pozitivan stav prema klijentu (bezuvjetno prihvaćanje klijenta)
- Terapeut doživljava empatičko razumijevanje klijentovog referičnog okvira i pokušava komunicirati svoj doživljaj klijentu
- Postoji barem minimalan stupanj komunikacije terapeutovog razumijevanja i bezuvjetnog pozitivnog stava prema klijentu

Pri procjeni se ne koriste psihodijagnostički postupci, već je naglasak na samoprocjeni klijenta.
Ciljevi terapije mogu biti povećati nezavisnost i integraciju osobe, povećati otvorenost prema različitim iskustvima, povećati povjerenje u sebe i spremnost za daljnji razvoj te razviti unutarnje izvore procjene. Terapijskom promjenom postiže se oslobađanje osjećaja, promjena u načinu doživljavanja, povećanje kongruentnosti, promjena u odnosu prema problemima, povećanje svjesnosti, veća spremnost na samootvaranje, povećanje samoprihvaćanja, veća tolerancija, povećanje kognitivne fleksibilnosti, povećanje samopouzdanja te poboljšanje općeg funkcioniranja.
Ograničenja ovog pristupa su jednostavnost, ograničenost na tehnike praćenja i reflektiranja, nedovoljna efikasnost, povremena dugotrajnost, zanemarivanje dijagnoza, korištenje subjekata koji nisu kandidati za psihoterapiju, nekorištenje netretirane kontrolne grupe, neuzimanje u obzir utjecaja placebo efekta, oslanjanje na samoizvještaje kao glavni način procjene ishoda terapije te korištenje neprikladnih statističkih postupaka.
Doprinos osobi usmjerene terapije očituje se u naglašavanju empatičkog slušanja, demistifikaciji psihoterapije, postavljanja početnih standarda za istraživanje terapijskih varijabli, pozitivno gledanje na ljudsku prirodu i relativno se brzo uči.
Osobi usmjerena terapija prikladna je za tretiranje blažih i umjerenih anksioznih stanja, poremećaji prilagodbe i stanja koja se ne mogu pripisati mentalnim poremećajima (nekomplicirano žalovanje, problemi u interpersonalnim odnosima). Koristi se u treningu profesionalaca i paraprofesionalaca u različitim područjima i bez jače psihološke edukacije. Osnovni principi i bazične vještine služe kao osnova za gotovo sve druge terapijske pristupe. Jako je korisna u prvim i kriznim kontaktima.

### Gestalt terapija
Godine 1952. Fritz Perls, Paul Goodman i Laura Perls osnivaju Institut za Gestalt terapiju u New Yorku. Gestalt terapija je iskustvena terapija usmjerena na sadašnje probleme koja pripada humanističkim pristupima. Od pacijenta se traži da doživljava što više toga (vlastite pokrete, disanje, glas i sl.). Susreti se često sastoje od različitih vježbi (eksperimenata) kojima je cilj izazivanja reakcije ili emocije kod pojedinca. U gestalt terapiji koristi se teorija polja, pri čemu organizam treba promatrati u odnosu na okolinu. Okolina oblikuje misli, vjerovanja i potrebe pojedinca pa tako kontekst u kojem se pojedinac nađe utječe na to kako će čovjek sagledavati različite događaje u svojem životu. Perls smatra da su klijenti manipulativni i izbjegavaju odgovornost i oslanjanje na sebe. Funkcija gestalt terapeuta je konfrontiranje i frustriranje klijenta u bijegu od odgovornosti. Kroz proces se nastoji traženje podrške u okolini usmjeriti ka samopodršci.
Gestalt terapija ističe važnost granica. Granice odjeljuju "ja" (ono što je poznato) od onog što je nepoznato. Na granicama se odvija kontakt organizma s okolinom. One imaju funkciju spajanja i odvajanja kroz proces kontakta i povlačenja. Mogu biti različito propusne. Optimalna propusnost granica rezultira potpunim kontaktima i zdravim funkcioniranjem. Krutost i nepropusnost granica rezultira smanjenim kontaktom i vodi karakternom ponašanju. Prevelika propusnost granica omogućuje da u organizam uđu nekorisni dijelovi okoline.
U gestalt terapiji javlja se krug ili val spontane orgazmičke samoregulacije koji se odnosi na prepoznavanje i zadovoljavanje potreba. U prvom koraku pojedinac je svjestan sebe, zatim prepoznaje svoju dominantnu potrebu (npr. žeđ), potom vrši izbor adekvatne akcije (npr. popit ću vodu), nakon toga zatvara gestalt/cjelinu (npr. pije vodu) te se u posljednjem koraku oslobađa energija za pojavu nove potrebe.
Neki od ciljeva u gestalt terapiji mogu biti povećanje svjesnosti, ponovno uspostavljanje zaustavljenog procesa rasta, reagiranje na "sada i ovdje", donošenje vlastitih izbora i preuzimanje odgovornosti za njih, razvijanje samopodrške te spremnost za traženje i primanje pomoći i za pomaganje drugima.
Ograničenja gestalt terapije očituje se u tome da su efekti češće potaknuti sugestijama terapeuta, nego spontanošću klijenta, moćne tehnike stvaraju mogućnost manipuliranja klijentom zbog čega je nužan dobar trening i stalna supervizija terapeuta. Neki autori kritiziraju forsiranje specifičnih tehnika, nedostatak jake teorijske osnove, izbjegavanje psihodijagnostike te ekstremnost u usmjerenosti na sebe.
Gestalt terapija korisna je u poboljšanju funkcioniranja osoba s različitim poremećajima, primjerice anksioznost, depresivnost i psihosomatske smetnje.

### Egzistencijalistička terapija
Egzistencijalizam nije zasebna terapijska škola, već filozofski pristup. Zasniva se na filozofskim korjenima europskih autora. Ovdje se odbacuje deterministički pogled na ljudsku prirodu. Osnovna je pretpostavka da su ljudi slobodni, a samim time odgovorni za svoje izbore i djela. Egzistencijalizam obuhvaća proces traženja vrijednosti i smisla života. Glavna je usmjerenost na temelje ljudske egzistencije, primjerice usamljenost, izolacija, alijenacija i besmislenost. Kroz ovaj se model javlja protivljenje poistovjećivanju terapije sa skupom tehnika te ima najmanje dostupnih tehnika u usporedbi s bilo kojim drugim terapijskim modelom.
Glavni su predstavnici Viktor Frankl, Rollo May, Irvin Yalom i James Bugental.
Osnovne pretpostavke su:
- Kapacitet za samosvjesnost (ljudi mogu razmišljati i činiti izbore jer imaju kapacitet za samosvjesnost, odluka o proširenju svjesnosti je temelj ljudskog rasta i razvoja)
- Sloboda i odgovornost (ljudi mogu birati i time imaju važnu ulogu u oblikovanju svoje sudbine)
- Stvaranje vlastitog identiteta i uspostava smislenih odnosa s drugim ljudima (ljudi nastoje biti jedinstveni i usmjereni na sebe, a istovremeno žele izaći iz sebe i povezati se s drugim ljudima i prirodom)
- Traženje smisla, svrhe, vrijednosti i ciljeva
- Tjeskoba kao životno stanje (tjeskoba je rezultat osobne težnje za preživljavanjem te zadržavanjem i obrano svog postojanja)
- Svijest o smrti i nepostojanju (svijest o smrti kao temeljnom ljudskom stanju daje značaj životu)

Terapijski ciljevi sastoje se u pomaganju klijentu da shvate kako ne žive autentičnim životom, da su slobodni i da naprave izbore koji će im omogućiti da postanu ono što mogu biti, da se suoče s tjeskobom.
Doprinosi egzistencijalističke terapije očituju se u naglasku na samo-determiniranosti, prihvaćanju osobne odgovornosti koja prati slobodu, smatranju klijenta kao kreatora vlastitog života te egzistencijalna terapija nudi perspektivu za razumijevanje vrijednosti anksioznosti i krivnje, uloge smrti i kreativnih aspekata stanja samoće i donošenje izbora za sebe.
Kritike egzistencijalističkog pristupa usmjerene su na nedostatak principa i preporuka za terapiju, korištenje općenitih termina i apstraktnih pojmova koje je teško objasniti, ne podvrgljivosti modela znanstvenom istraživanju za provjeru valjanosti podataka te ograničenja u primjeni s klijentima slabijeg funkcioniranja, klijentima u ekstremnim krizama koji trebaju usmjeravanje i klijentima slabijih verbalnih i obrazovnih ili intelektualnih sposobnosti.
Egzistencijalna terapija primjerena je klijentima koji se bore s razvojnim krizama, primjerice borba za identitet u adolescenciji, suočavanje s mogućim razočaranjima u srednjoj dobi, prilagodba na odlazak djece iz doma, suočavanje s neuspjesima u braku ili na poslu, suočavanje s povećanim tjelesnim ograničenjima povodom starenja... Pristup je posebno pogodan za osobe koje se osjećaju otuđeno od očekivanja koja društvo na njih postavlja ili za one koje traže smisao svog života i žale se na osjećaj praznine. Također, koristan je u radu s ljudima koji se nalaze na prekretnici, primjerice tugovanje, gubitak posla i slično.

### Bihevioralno-kognitivne terapije(BKT)
Danas su najrašireniji i najviše istraživani psihoterapijski pristupi. Najčešći su preporučeni tretman, uz medikamentoznu terapiju, za većinu psihičkih poremećaja.
BKT stavljaju naglasak na empirizam, objektivnost i mjerljivost, ideografsku usmjerenost, ističu uloga faktora okoline u nastanku i održavanju poremećaja, strukturirane su i direktivne, racionala tretmana je jasna, dobar terapijski odnos preduvjet je uspješnog tretmana, orijentirane su na problem, ciljevi su konkretni i specifični, ograničenog su raspona i trajanja, orijentirane su na akciju, značajna je uloga domaćih zadaća, tretman je postupan, a u tretman se uključuju pozitivni aspekti ponašanja te se radi na prevenciji povrata simptoma.
Početak bihevioralne terapije dogodio se između 1950. i 1970., pri čemu su glavni predstavnici Eysenck, Wolpe i Skinner. Zatim se dogodio razvoj kognitivne terapije koji su pokrenuli Aaron Beck (kognitivna terapija) i Albert Ellis (racionalno-emocionalna terapija). Potom se dogodila integracija bihevioralne i kognitivne terapije (drugi val), a nakon toga se javlja nova generacija BKT (treći val).
Osnovne pretpostavke bihevioralne terapije su da je svako ponašanje naučeno, nastanak poremećaja tumači se učenjem (klasičnim uvjetovanjem, instrumentalnim uvjetovanjem, učenjem po modelu, kognitivnim učenjem) i ponašanje je određeno okolinom.
Ciljevi bihevioralne terapije mogu biti prevladavanje deficita u repertoaru ponašanja, jačanje adaptivnih ponašanja, slabljenje ili uklanjanje nepoželjnih ponašanja, ovladavanje anksioznim reakcijama, usvajanje vještina opuštanja i socijalnih vještina, povećanje asertivnosti te povećanje kapaciteta za samokontrolu.
Glavni doprinos bihevioralne terapije ujedno je i glavna kritika – usmjerenost na simptom, budući da većina klijenata traži ublažavanje simptoma, a ne globalni uvid. Osim toga, psihopatološki se procesi objektiviziraju što dovodi do doprinosa istraživanjima u kliničkoj psihologiji i primjeni objektivnih mjernih instrumenata. U procjeni se pristupa idiografski. Potiče se evaluacija ishoda tretmana, proširuje se raspon problema koje klinički psiholozi mogu tretirati te najviše istraživanja dokazuje efikasnost upravo bihevioralnih postupaka, u usporedbi s bilo kojim drugim terapijskim pristupom.
Kritike bihevioralne terapije usmjerene su na pitanja generalizacije učinka tretmana, pitanja trajanja učinka tretmana, upitnost utjecaja na osjećaje, ignoriranje terapijskog odnosa te ne omogućavanje uvida.
Osnovne pretpostavke kognitivne terapije su da kognitivna aktivnost utječe na ponašanje, kognitivna se aktivnost može opažati i mijenjati te se kognitivnom promjenom mogu postići željene promjene u ponašanju (korekcijom neadekvatnih misli, učenjem novih stavova i vjerovanja).
U kognitivnoj se terapiji uvode pojmovi automatskih misli koje se javljaju mimo voljne kontrole, nisu posljedica racionalnog razmišljanja, kratke su, često nepotpune i agramatične, osoba ih nije u potpunosti svjesna ako na njih trenutno ne obraća pažnju te negativne automatske misli potiču negativne emocije. Osim toga, uvodi se pojam kognitivnih distorzija koji se odnosi na iskrivljeno mišljenje.
Doprinosi kognitivne terapije su vidljivi u stvaranju spone između psihoanalitičke i bihevioralne terapije, može se smatrati integrativnom psihoterapijom jer koristi elemente iz vrlo različitih psihoterapijskih modaliteta te se usmjerava na razvoj detaljne konceptualizacije slučaja.
BKT koriste karakteristike bihevioralne i kognitivne terapije. Osnovne grupe BKT su terapije vještina suočavanja (trening cijepljenja protiv stresa, trening ovladavanja anksioznosti), terapije rješavanja problema (terapija rješavanja problema, terapija samokontrole) i terapije zasnovane na kognitivnoj restrukturaciji (racionalno-emotivno-bihevioralna terapija, kognitivna terapija, trening samoinstrukcija, strukturalna psihoterapija).
Treći val BKT-a obuhvaća metakognitivnu terapiju (Adrian Wells), mindfulness/usredotočenu svjesnost (Segal, Williams), terapiju prihvaćanjem i ustrajnošću/ACT (Steven Heyes), dijalektičku terapiju (Marsha Linehan), schema terapiju (Jeffrey Young) i terapiju suosjećanjem (Paul Gilbert).
Prednosti BKT su usmjerenost na aktualne probleme, strukturiranost, usmjerenost cilju, njegovanje suradničkog odnosa s klijentom, poticanje aktivacije klijenta, naglašavanje učenja, kratkotrajnost, znanstvena utemeljenost, uvažavanje pojedinca i pragmatičnost.
BKT su terapije izbora za poremećaje raspoloženja, anksiozne poremećaje, seksualne i partnerske probleme, teškoće u učenju, različite probleme kod djece i mladih, opće zdravstvene poteškoće i poremećaje hranjenja. Pokazuju se korisnima i u radu s osobama s poremećajima ličnosti, ovisnostima i psihozama.

### Sistemski pristupi
Sistemski pristupi tumače funkcioniranje pojedinca u kontekstu obiteljskog okruženja. Obiteljska terapija potječe od iskustva da mnogi klijenti koji su napredovali tijekom individualne terapije doživljavaju povrat simptoma nakon povratka u svoju obitelj. 50% problema s kojima se klijenti javljaju na savjetovanje povezano je s odnosima u braku i obitelji.
Pretpostavke sistemskih pristupa su da problematično ponašanje klijenta može imati funkciju ili svrhu za obitelj, problematično ponašanje klijenta može biti funkcija obiteljske nesposobnosti za produktivno funkcioniranje, osobito u vrijeme razvojnih prijelaza te problematično ponašanje klijenta može biti simptom disfunkcionalnih sklopova koji se prenose kroz generacije.
Funkcioniranje obitelji opaža se kroz odnose unutar i izvan obitelji, svjesna i nesvjesna pravila, posljedice za narušavanje pravila i uloge svakog pojedinog člana. Zdrava obitelj prepoznaje međusobnu ovisnost pojedinih članova obitelji, članovi imaju jak osjećaj međusobnog povjerenja, članovi uživaju u međusobnom druženju, nisu preokupirani sami sobom i održavaju se čvrste, ali fleksibilne granice.
Osnovni ciljevi u tretmanu su poboljšanje komunikacije, povećanje razine diferencijacije selfa i restrukturiranje sistema obiteljskih pravila i međusobnih interakcija s ciljem poboljšanja prilagodbe na okolinu.
Glavni sistemski pristupi su komunikacijski pristup (Virginia Satir), transgeneracijski pristup (Bowen), strukturalni pristup (Salvador Minuchin), strateški pristup (Haley, Erikson), milanski pristup (Boscolo, Cecchin, Hoffman, Penn) i narativni pristup (White).
Prednost obiteljske terapije je u tome što se opažaju međusobne interakcije, umjesto da samo jedan član izvještava o njima.
Doprinosi sistemskih pristupa su u uključivanju svih članova obitelji i usmjeravanje na sve interakcije i vanjske faktore koji utječu na pojedinca.
Ograničenja sistemskih terapija se očituju u tome što usmjeravanje na širi sistem može rezultirati time da se pojedinac izgubi iz vida.

## Udruge članice Saveza psihoterapijskih udruga Hrvatske (SPUH)
SPUH je krovni savez udruga u Republici Hrvatskoj koje predstavljaju psihoterapijske pravce u skladu s načelima Deklaracije o psihoterapiji iz Strasbourga te obrazovnim i etičkim standardima Europske asocijacije za psihoterapiju). Psihoterapijske udruge na području Republike Hrvatske koje zadovoljavaju načela navedene deklaracije te obrazovne i etičke standarde navedene asocijacije su:
- Centar za integrirani razvoj
- Centar za psihodramu
- Change – udruga za savjetovanje i psihoterapiju
- Dobro – Institut za logoterapiju, obrazovanje i savjetovanje
- Društvo gestalt i integrativnih psihoterapeuta Hrvatske
- Društvo imago terapeuta Hrvatske
- Udruga za kibernetiku psihoterapije i organizacije (UKPO) Rijeka
- Hrvatsko-austrijski trening centar za NLPt
- Hrvatska logoterapijska udruga – Logos
- Hrvatsko udruženje za bihevioralno-kognitivne terapije
- Hrvatska udruga za psihoterapiju pokretom i plesom
- Hrvatsko udruženje za seksualnu terapiju
- Hrvatsko društvo za sistemske psihoterapije
- Hrvatska udruga za terapiju igrom
- Hrvatsko psihoanalitičko društvo
- Institut D.O.M.
- Institut za grupnu analizu Zagreb
- Udruga individualnih psihoterapeuta Hrvatske
- Udruga transakcijske analize
- Udruga za realitetnu terapiju
- Udruga za integrativnu dječju psihoterapiju

## Kako izgleda prvi susret kod psihoterapeuta
Prvi sastanak klijenta i psihoterapeuta se dogovara kao i bilo koji drugi odlazak zdravstvenom stručnjaku – telefonski ili mailom. Na prvom susretu psihoterapeut obično zatraži da klijent opiše razlog zbog kojeg dolazi te često prikuplja informacije o klijentovom životu, značajnim životnim događajima, strategije kojima si je klijent do sada pokušao pomoći, informacije o odnosima s drugim ljudima i slično. Psihoterapeuti su profesionalnom tajnom dužni čuvati povjerljivost podataka koje klijent iznese, osim u slučajevima kada to ugrožava klijentov ili nečiji život. Ako je psihoterapeut privatnik, na prvom susretu psihoterapeut informira klijenta o cijeni susreta. Klijent na prvom, ali i na svim ostalim susretima, može pitati terapeuta što god mu je nejasno. Klijentima se preporuča da prije prvog susreta razmisle o čemu bi željeli razgovarati i koja ih pitanja zanimaju.
Odlazak na prvi susret s psihoterapeutom kod klijenta može prouzročiti različite osjećaje, primjerice neugoda, uznemirenost, nada, olakšanje, frustracija, rastresenost i mnoge druge. Svaka je reakcija individualna i normalna.
Za psihoterapiju je vrlo važan odnos između terapeuta i klijenta, te je sasvim u redu ako klijent shvati da mu neki terapeut ne odgovara da se javi nekom drugom psihoterapeutu.

### Nekoliko bitnih karakteristika dobrog stručnjaka:[23][21]
- Ima dobro razvijene komunikacijske vještine, ugodan je, smiren, ljubazan i opušten
- Dobro razumije klijentov problem i to klijentu jasno daje do znanja
- Ulijeva povjerenje klijentu i brine se o klijentovoj privatnosti
- Pažljivo sluša klijenta, nije odsutan, ne radi ništa drugo dok razgovara s klijentom
- Izražava toplinu i interes za klijenta i klijentove brige, ne osuđuje klijenta
- Suosjećajan je i nježan prema klijentovim osjećajima i pomaže klijentu izraziti ih
- Uključen je u razgovor, dinamičan i aktivan
- Strpljiv je
- Emocionalno je stabilan i pouzdan
- Otvoren je za različitost i tolerantan je
- Poznaje svoje osobne i profesionalne granice. Zna dokle sežu njegove mogućnosti i kada nastupa potreba da se uključi neki drugi stručnjak
- Ne ljuti se ako se klijent dodatno informira o vlastitom problemu i rado odgovara na pitanja

### Mogući pokazatelji nekvalitetnog stručnjaka[23][21]
- Kasni na dogovoreni susret, otkazuje susrete u zadnji trenutak, klijent nikada ne zna koliko će susret trajati
- Neljubazan je, nervozan i nekomunikativan. Više gleda u kompjuter nego u klijenta, odsutan je
- Razgovara na telefon za vrijeme susreta
- Ne može se sjetiti o čemu je razgovarao s klijentom, pa čak ni one bitne, veće stvari
- Osuđuje klijenta ili neko klijentovo ponašanje
- Previše razgovara o sebi, svojim postignućima, svom poslu, obitelji i slično
- Ne odgovara na klijentov poziv, poruku ili mail u razumnom roku
- Prelazi granicu između profesionalnog odnosa i nekog drugog tipa odnosa
- Ne odgovara na klijentova pitanja
- Ljuti se ako klijent postavlja pitanja vezana uz preporuke ili dijagnozu. Ne reagira dobro kada se klijent dodatno informira o svojem problemu, kao niti kada klijent spominje druge stručnjake
- Ne poštuje klijentovu privatnost i ne ulijeva osjećaj povjerenja klijentu

Preporuča se da klijenti, kada prepoznaju nekvalitetnog stručnjaka, pokušaju otvoriti temu o tome što ih smeta, a ako to ne urodi plodom, potraže drugog stručnjaka i otiđu od nekvalitetnog stručnjaka.

## Česti mitovi u području savjetovanja i psihoterapije
Osobe kojima je psihoterapija nepoznata ne znaju kako izgleda proces terapije i savjetovanja. Iz toga proizlaze brojni mitovi na društvenoj razini. Neki od čestih su sljedeći.

### Mit: Ako ti treba psiholog, slabić si.
Činjenice: Ljudi svakodnevno trebaju i koriste pomoć stručnjaka različitih profila ovisno o problemima s kojima se suočavaju. Zbog problema s tjelesnim zdravljem tražimo pomoć i savjet liječnika. Kada nam se pokvari auto, odlazimo mehaničaru. Takvi i slični primjeri traženja pomoći najčešće se ne smatraju znakom slabosti. Traženje pomoći i savjeta psihologa onda kada imamo psihičkih tegoba može se nazvati odgovornim i zrelim ponašanjem, baš kao što je odgovorno i zrelo otići liječniku kad osjećamo bol ili slomimo nogu. Prepuštanje „sudbini“ i čekanje da problem nestane sam od sebe može dovesti do njegova pogoršanja. Ako se problem pogorša, proces oporavka može biti zahtjevniji, složeniji i dugotrajniji. Stoga možemo reći da je pravovremeno traženje pomoći znak zrelosti, snage i hrabrosti, nikako slabosti.

### Mit: Psihološku pomoć traži samo onaj tko nije dovoljno pametan i sposoban da sam riješi problem
Činjenice: Veliki broj istraživanja govori kako inteligencija i problemi mentalnog zdravlja nisu međusobno povezani. Da pamet i sposobnosti nisu dovoljne da nas zaštite od psihičkih teškoća pokazuju i brojne iznimno uspješne osobe koje su imale takvih teškoća, primjerice Isaac Newton, Ludwig van Beethoven, Abraham Lincoln, Vincent Van Gogh itd. Pamet i sposobnosti mogu utjecati na raspon rješenja koja nam padaju na pamet u problemskoj situaciji, ali to nije garancija da ćemo problem uspješno riješiti. Činjenica je da lakše sagledavamo situaciju/problem „izvana“. Kada smo preplavljeni emocijama i težinom problema, teže nam je sabrati se i vidjeti potencijalna rješenja. Osim toga sama ideja o tome kako se problem može riješiti nije jedini preduvjet za rješavanje i poduzimanje akcije. Na rješavanje problema utječu naši stavovi i vjerovanja (npr. o tome kako će to utjecati na druge), emocionalna stanja (npr. strah od posljedica primjene rješenja), spremnost na poduzimanje akcije i brojni drugi faktori o kojima možete razgovarati sa psihologom. On klijentu može pomoći da stekne bolji uvid u problem i ga sagleda iz druge perspektive, što može rezultirati time da je klijent „sposobniji“ i spremniji riješiti problem.

### Mit: Ako ideš psihologu, morat ćeš piti lijekove ili će te poslati u ludnicu
Činjenice: Važno je naglasiti kako ne završavaju svi ljudi sa psihičkim teškoćama na psihijatrijskim odjelima bolnica. Psihičke teškoće mogu biti u rasponu od vrlo blagih, za koje je dovoljno nekoliko razgovora sa stručnom osobom, do onih vrlo ozbiljnih i teških, kada je potreban smještaj u bolnicu. I tada se osobu hospitalizira s ciljem da joj se pomogne. Postoje neki problemi za koje su lijekovi najbolji mogući izbor, a isto tako i oni za čije rješavanje je najbolja kombinacija lijekova i psihoterapije. Često se lijekovi prepisuju samo privremeno, kako bi se osobi olakšala teška situacija i omogućilo prikupljanje snage za rješavanje problema. Kao što pijemo lijekove za druge tjelesne bolesti tako postoje i lijekovi za psihičke teškoće. Ovaj mit ujedno vrlo jasno pokazuje i nerazumijevanje djelatnosti psihologa. Lijekove mogu propisivati liječnici i psihijatri, a čak niti oni (osim u iznimnim slučajevima) ne prisiljavaju osobu na liječenje ako ona to ne želi.

### Mit: Psiholozi čitaju misli
Činjenice: Zadatak je psihologa dobro razumjeti svojega klijenta te kontinuirano provjeravati jesu li dobro shvatili kako se osjeća, o čemu razmišlja i kakve stavove, želje ili vjerovanja ima. Psiholozi možda mogu bolje prepoznati neverbalne znakove koje osoba šalje jer posjeduju znanja o neverbalnoj komunikaciji, no svaku svoju pretpostavku i zapažanje u pravilu provjeravaju s klijentom. Osim toga, ljudska vrsta do ovoga trenutka u evolucijskome razvoju i tehnološkom napretku nije razvila mogućnost čitanja tuđih misli.

### Mit: Psiholog samo sjedi i sluša
Činjenice: Slušanje je vrlo važan dio posla psihologa, no njegova uloga u radu s klijentom puno je aktivnija od pasivnog slušanja. Zadatak je psihologa aktivno slušati, odnosno provjeriti je li dobro razumio ono što klijent govori, što znači klijentu određena riječ ili događaj, kako to osoba doživljava itd. Psiholog postavlja i brojna pitanja, ali s ciljem razumijevanja klijenta i usmjeravanja prema rješenju. Savjetovanje je dinamičan proces u kojem najčešće i klijent i psiholog aktivno sudjeluju, premda način aktivnosti savjetovatelja ovisi i o njegovom terapijskom usmjerenju.

### Mit: Psiholozi postavljaju neugodna pitanja
Činjenice: To ponekad može biti točno. Naime, da bi mogao razumjeti problem i pomoći, psiholog postavlja razna pitanja o kojima je osobi ponekad teško razgovarati i koja mogu izazvati nelagodu. Cilj je pomoći osobi da se suoči s neugodnim temama i nauči ih prevladati. Klijent u svakome trenutku može odbiti odgovoriti na neko pitanje ako mu je to previše neugodno ili teško.

### Mit: Otkrit će nešto loše o meni, nešto što ni sam/a ne znam
Činjenice: Cilj terapije nije tražiti ružne stvari i „kopati po podsvijesti“, već pomoći pojedincu da se osjeća bolje. Psiholozi pomažu osobi da bolje razumije sebe i svoj problem s ciljem poboljšanja stanja. Dio psihoterapije nerijetko je i osnaživanje klijenta, prepoznavanje njegovih pozitivnih karakteristika i unutarnjih snaga.

### Mit: Psiholog prepričava detalje koje sazna o meni
Činjenice: Zakon o psihološkoj djelatnosti i Kodeks etike psihološke djelatnosti obavezuje psihologe na čuvanje povjerljivosti odnosa s klijentom. Npr. Članak 22. Kodeksa etike psihološke djelatnosti glasi: „(1) Primarni je zadatak psihologa da u svojim profesionalnim odnosima poštuje prava osoba na vlastite tajne i intimu, te je stoga dužan poduzimati nužne mjere opreza da ovaj aspekt odnosa ni sa čim ne bude povrijeđen … (2) Povjerljive podatke o sudionicima vlastitih istraživanja, o svojim savjetodavnim ili kliničkim odnosima, podatke o korisnicima psiholoških usluga, organizacijama, učenicima ili studentima psiholog može davati samo i isključivo uz pristanak uključenih osoba.“

### Mit: Psihoterapija te "začara" – možeš postati drugačiji
Činjenice: Psiholog ne može izazvati promjenu u osobi ako ona to sama ne želi. Osoba koja traži pomoć sama određuje kakva želi postati i na čemu želi raditi, a posao je psihologa da joj u tome pomogne. U psihoterapiji se koriste znanstveno utemeljene i empirijski provjerene tehnike, a psiholozi-psihoterapeuti moraju imati dodatne edukacije za svoj posao. Danas na tržištu možemo naći terapeute različite stručnosti i kompetencija.

### Mit: Klijent mora raditi nešto što ne želi ili ne može
Činjenice: Klijent nikada nije prisiljen raditi ono što ne može ili ne želi, a tehnike koje se primjenjuju u terapiji trebale bi se temeljiti na ciljevima i dogovoru s osobom koja je u tretmanu. Psiholog u terapiji pomaže klijentu usvojiti nove vještine koje pomažu u prevladavanju problema. To ponekad nije ugodno, ali dugoročno dovodi do poboljšanja. Na primjer osobu koja osjeća veliku nervozu pri javnim izlaganjima podučava se različitim strategijama za ublažavanje napetosti, a koje zatim ona sama primjenjuje i isprobava u situacijama javnog nastupa. To može u početku izazivati nelagodu, ali dugoročno dovodi do smanjenja napetosti i poboljšanja vještine javnog izlaganja.

### Mit: Psihoterapija ne pomaže
Činjenice: Mnogobrojna znanstvena istraživanja potvrđuju efikasnost psihoterapije i pokazuju da kod 75—80% klijenata dolazi do značajnog poboljšanja. Postoje brojni faktori koji utječu na uspješnost psihoterapije. Jedan dio faktora odnosi se na problem na kojem se radi, drugi na teorijski pristup koji se koristi u psihoterapiji, dok su najvažniji osobine, motivacija i aktivno sudjelovanje klijenta.

### Mit: Psihoterapija je dugotrajna
Činjenice: U nekim slučajevima terapija zaista može biti dugotrajnija, a katkad je dovoljno samo nekoliko susreta kako bi se problem riješio. Trajanje savjetovanja i psihoterapije ovisi o težini problema i duljini njegovog trajanja, stupnju u kojem problem utječe na funkcioniranje osobe, ciljevima koje osoba želi postići, terapijskom usmjerenju terapeuta, spremnosti osobe na suradnju i promjenu itd.

### Mit: Psihoterapija je skupa
Činjenice: Nije nužno pravilo da se psihološka pomoć skupo plaća, postoje razna savjetovališta i ustanove koje besplatno nude svoje usluge za ciljane korisnike. Mogli bismo reći da psihoterapiju smatramo skupom djelomično i zato što nismo navikli na tu vrstu troškova. Kad su u pitanju neke druge bolesti i problemi fizičke prirode, najčešće ne pitamo za cijenu ili se snađemo na bilo koji način i nije nam žao. Kad je pak u pitanju plaćanje stručnjaka za psihičko zdravlje, čini se da nismo spremni izdvojiti novac. Još uvijek živimo u vremenu kada se psihičko zdravlje ne cijeni dovoljno i kada nije razvijena kultura očuvanja istog, što se ipak polako mijenja.

## Budućnost psihoterapije
S obzirom na trenutne trendove, pretpostavlja se da će u budućnosti u psihoterapiji doći do slabljenja utjecaja psihoanalize, postizanja veće integrativnosti psihoterapijskih pravaca, češće primjene psihoedukacijskih pristupa i problemu usmjerenih terapija, povećanja zastupljenosti žena među terapeutima, manje zastupljenosti psihijatara među terapeutima, a veće drugih struka te poticanja kulturalne osjetljivosti i multikulturalih terapija.
Suvremeni trendovi u provođenju psiholoških tretmana uključuju skraćivanje trajanja tretmana, približavanje klijentima, poticanje samopomoći i povećavanje intervencija niskog intenziteta.

### Psihoterapijski pravci
- Biheviralno kognitivna psihoterapija
- Gestalt psihoterapija
- Psihoanaliza
- NLPt

### Psihički poremećaji, bolesti i stanja
- Alkoholizam
- Alzheimerova bolest
- Anksioznost
- Anoreksija
- Bulimija
- Demencija
- Disocijativni poremećaj osobnosti
- Duševna bolest
- Fobija
- Halucinacija
- Klinička depresija
- Manija
- Narcistički poremećaj ličnosti
- Nesanica
- Opsesivno-kompulzivni poremećaj
- Ovisnost
- Panični poremećaj
- Pervazivni razvojni poremećaj
- Posttraumatski stresni poremećaj
- Psihosomatske bolesti
- Psihoza
- Pušenje
- Samoubojstvo
- Silovanje
- Shizofrenija
- Shizoidni poremećaj
- Somatizacija

### Grane psihologije
- Biološka psihologija
- Klinička psihologija
- Kognitivna psihologija
- Neuropsihologija
- Socijalna psihologija

### Općenito
- Dijagnostički i statistički priručnik za mentalne poremećaje
- Međunarodna klasifikacija bolesti
- Mentalno zdravlje
- Psihodijagnostika
- Psihofarmaci
- Psihologija
- Psihoterapeut
- Samopoštovanje
- Spolno zlostavljanje

## Vanjske poveznice

### Baze psihoterapeuta na području Republike Hrvatske
- Baza dostupnih terapeuta, savjetodavnih terapeuta i psihologa – moguće pretraživanje po županiji, gradu, vrsti terapije, cijeni i preferiranom jeziku
- Registar nositelja Europskog certifikata iz psihoterapije (ECP)  Arhivirana inačica izvorne stranice od 23. kolovoza 2020. (Wayback Machine)

### Besplatne linije za telefonsku psihološku podršku na području Republike Hrvatske
- Hrabri telefon – linija za djecu i mlade: tel. 116 111
- Hrabri telefon – linija za odrasle: tel. 0800 0800
- Plavi telefon: tel-+385 (1) 4833 888; pon-ned, 09:00-21:00h
- Psihološki centar Tesa: tel. 01/48 28 888; radnim danom 10:00-22:00h; imaju ljetnu pauzu

### Besplatna online psihološka podrška na hrvatskom, srpskom i bosanskom jeziku
- Hrabri telefon
- Ordinacija.hr
- Psihološki centar Tesa
- Vršnjačko savetovalište  Arhivirana inačica izvorne stranice od 12. kolovoza 2020. (Wayback Machine)

### Internetske stranice o psihologiji i mentalnom zdravlju na području Republike Hrvatske
- Društvo psihologa Istre
- Hrvatska psihološka komora
- Hrvatsko psihološko društvo
- Inicijativa Boli Me
- Istraži me
- Kako si
- Nepopularna psihologija
- Psi Help
- Psihološki prostor  Arhivirana inačica izvorne stranice od 24. listopada 2020. (Wayback Machine)
- Zagrebačko psihološko društvo
- Živjeti zdravo

|  | Molimo pročitajte upozorenje o korištenju medicinskih informacija. Ne provodite liječenje bez savjetovanja s liječnikom! |